# Yin și Yang

Taijitu, simbolul tradițional reprezentând forțele Yin și Yang

Yin și Yang sunt cele două concepte dualiste, de natură spirituală (nu religioasă), ce își au originea în filozofia și metafizica chineză. Ele descriu modul în care forțele aparent opuse sau contrare pot fi de fapt complementare, interconectate și interdependente în lumea naturală și modul în care își pot da naștere este reciproc pe măsură ce relaționează între ele.  
Yin (Chineză: 陰/阴; pinyin: yin; se traduce literal prin "loc întunecos, pantă (deal) nordică, mal (râu) sudic; noros, sumbru") este elementul întunecat; el este vesel, pasiv, sobru, feminin, introvertit, intim, și corespunde nopții.
Yang (陽/阳; yáng; "loc însorit, pantă (deal) sudic, mal (râu) nordic; strălucire solară") este elementul luminos; este fericit, plin de vitalitate, activ, strălucitor, masculin și corespunde zilei. Yin este adeseori simbolizat de apă și de pământ, în timp ce Yang este simbolizat de foc și vânt.
În cosmologia chineză, universul se creează dintr-un haos primar de energie materială, organizat în ciclurile Yin și Yang și format în obiecte și vieți. Yin este principiul receptiv și Yang principiul activ, văzute în toate formele de schimbare și diferență, cum ar fi ciclul anual (iarna și vara), peisajul (umbra orientată spre nord și luminozitatea orientată spre sud), cuplarea sexuală (feminină și masculină) , formarea bărbaților și femeilor ca personaje și istorie sociopolitică (dezordine și ordine).
De remarcat faptul că aceste două concepte nu au nicio legătură cu bine și răul, ci cu existența unor contrarii a căror sumă compun întregul. Diferența este covârșitoare, deoarece răul reprezintă o luptă împotriva binelui, o acțiune intelectuală, voită, cu scopul de a distruge ceva bun.
Noțiunea de dualitate poate fi găsită în multe domenii, cum ar fi Comunitățile de practică. Termenul „dualism-monism” sau monism dialectic a fost inventat într-o încercare de a exprima acest fructuos paradox al unității și dualității simultane. Yin și yang pot fi gândite ca forțe complementare (mai degrabă decât opuse) care interacționează pentru a forma un sistem dinamic în care întregul este mai mare decât părțile asamblate. Conform acestei filozofii, totul are atât aspecte yin, cât și aspecte yang (de exemplu, umbra nu poate exista fără lumină). Oricare dintre cele două aspecte majore se poate manifesta mai puternic într-un anumit obiect, în funcție de criteriul observației. Yin yang (adică simbolul taijitu) arată un echilibru între două opuse cu o porțiune a elementului opus în fiecare secțiune.
Primele dovezi arheologice preistorice ale simbolului Taijitu au fost găsite în spațiul vechi pre-indo-european Danubiano-Pontic împreună cu alte simboluri religioase antice cheie Swastika, Crucea, pe diverse artefacte utilizate în context ritualic de Cultura Cucuteni . O explicație plauzibilă a prezentei lui la distanțe atât de mari în timp și spațiu ar fi ipoteza inconștientului colectiv a renumitului psiholog C. Jung, și cea propusa de astronomul C. Sagan.
În ciuda importanței lor, yin și yang nu apar în I-ching (Cartea schimbărilor ) decât în textele mai recente care constituie comentariile (Aripile). În cartea propriu-zisă, yin și yang sunt sugerați prin "luminos" și "obscur" sau "tare" și "slab", expresii care evocă o polaritate la nivel fenomenal. 
Dar în Aripi găsim o definiție a lui tao care include pe Yin și Yang: Tao este un yin și un yang.  
Bruce Lee și principiul yin-yang
O descriere a modului de funcționare a principiilor yin și yang găsim la Bruce Lee, citat de Cyrille Javary: 
Atâta vreme cât vom persista în a separa yin și yang nu putem spera să-i atingem... dacă cineva vrea să ajungă undeva cu bicicleta nu va putea să împingă ambele pedale concomitent căci va rămâne pe loc. Pentru a avansa trebuie să împingă o pedală  și să o elibereze pe cealaltă, simultan. Mișcarea completă constă în împinge/eliberează. Împingerea este urmarea eliberării și fiecare dintre ele devine, respectiv, cauza celeilalte. 
Într-adevăr, cuplul yin-yang poate fi reprezentat sub forma unor forțe sau tendințe complementare care constituie infrastructura dinamică a universului. Astfel, filozofia yin-yang poate fi explicația adecvată a schimbărilor în univers (atât pe plan uman, cât și pe cel al fenomenelor naturii).